# دکان نانوایی
دکان نانوایی (انگلیسی: The Bakery) یک فیلم کمدی صامت کوتاه آمریکایی به کارگردانی لری سمون و نورمن تاروگ است که در سال ۱۹۲۰ منتشر شد. از بازیگران این فیلم می‌توان به اولیور هاردی، لری سمون، آل تامپسون، اوا تاچر، ویلیام هابر، نورما نیکولز و فرانک الکساندر اشاره کرد.